# Берк, Дельта
Дельта Берк (англ. Delta Burke, род. 30 июля 1956) — американская актриса и продюсер, наиболее известная по роли в комедийном сериале «Создавая женщину» (1986—1991).

## Жизнь и карьера
Берк родилась в Орландо, штат Флорида и воспитывалась без отца. После окончания школы она участвовала и победила на нескольких конкурсах красоты, в том числе и стала «Мисс Флорида» 1974. Позже она участвовала в «Мисс Америка», но проиграла.
После успехов на конкурсах красоты, Берк начала карьеру на телевидении с появлений в ситкомах. В 1982 году она получила первую главную роль в сериале «Дом вдовы», который продержался в эфире всего год. Хотя Берк снялась в ещё нескольких телешоу, настоящий успех к ней пришёл после одной из главных ролей в ситкоме «Создавая женщину», который принес ей две номинации на премию «Эмми» за Лучшую женскую роль в комедийном сериале. После завершения сериала она сыграла главные роли в ситкомах «Дельта» (1992—1993) и «Женщины дома» (1995), оба были закрыты после одного сезона.
С начала 1990-х, вес Берк была предметом обсуждения в жёлтой прессе. Её борьба с весом, депрессии и расстройства пищевого поведения стали предметом пародий во многих шоу, в том числе и на Saturday Night Live.
В 2000 году Берк вернулась в профессию, сбросив лишний вес после того как ей был поставлен диагноз — сахарный диабет. Она сыграла главную роль в ситкоме «Даг», который был закрыт после одного сезона, а также появилась в фильме «Чего хотят женщины». После она появилась в бродвейском мюзикле Thoroughly Modern Millie, заменив ныне покойную Дикси Картер, с которой снималась ранее в «Создавая женщину». В последние годы Берк появилась в сериалах «Юристы Бостона» и «До смерти красива».
Весной 2012 года Берк совершила попытку вернуться на экраны с главной ролью в ситкоме канала ABC. В середине съемок пилотного эпизода актриса была ранена на его производстве и планировалось, что она сможет вернуться к съёмкам через неделю. В итоге Бёрк не смогла вернуться чтобы доснять пилот и канал решил свернуть проект из-за травмы ведущей актрисы.